# Teucholabis iriomotensis
Teucholabis iriomotensis är en tvåvingeart som beskrevs av Alexander 1935. Teucholabis iriomotensis ingår i släktet Teucholabis och familjen småharkrankar. Inga underarter finns listade i Catalogue of Life.